# Filippo Marchetti

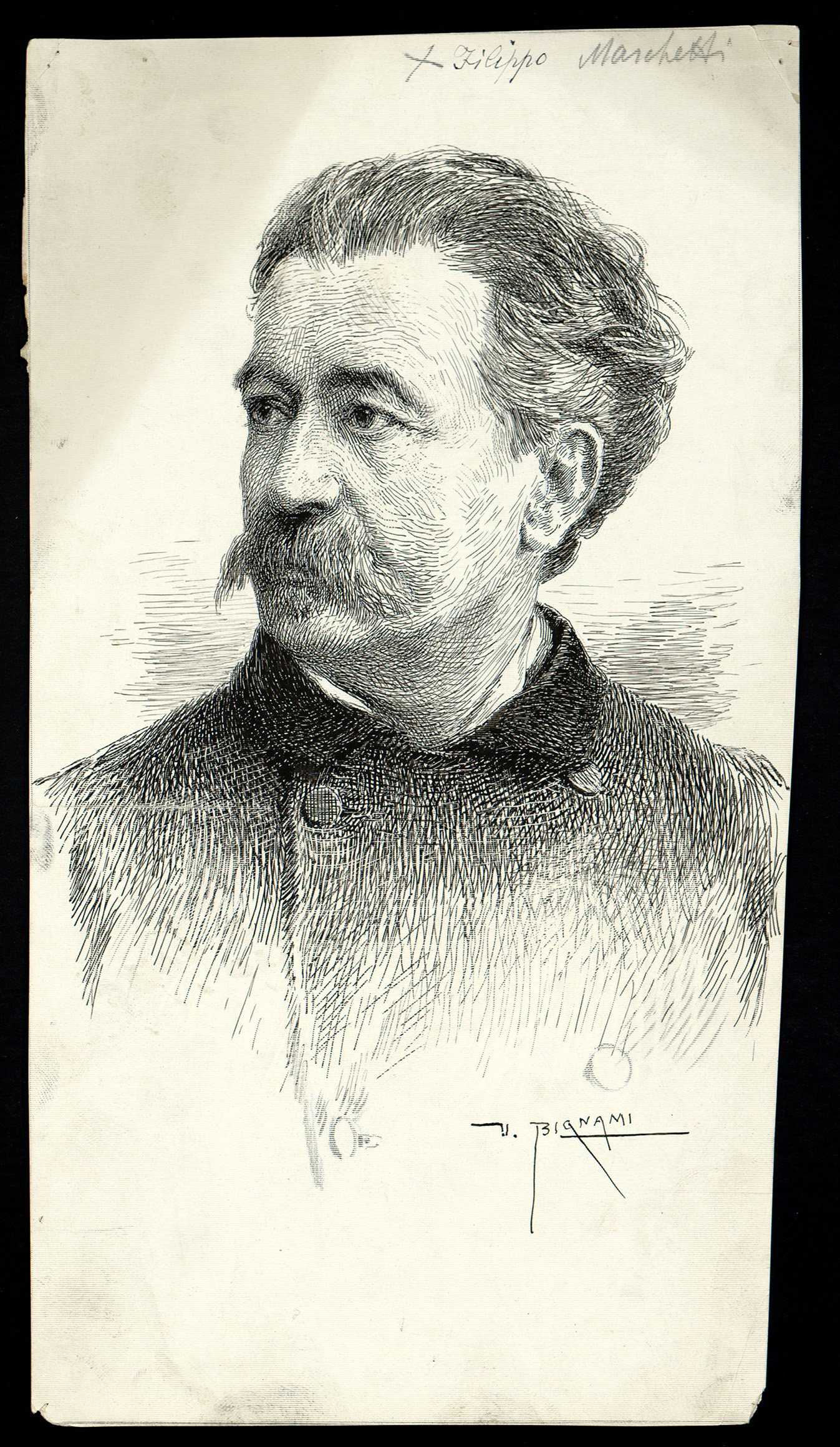
Filippo Marchetti
Lithographie von Vespasiano Bignami

Filippo Marchetti (26. Februar 1831 in Bolognola, Provinz Macerata – 18. Januar 1902 in Rom) war ein italienischer Komponist.

## Leben und Werk
Von 1843 bis 1850 war er Schüler von Luigi Bindi in Bologna. Von 1850 bis 1854 studierte er am Konservatorium in Neapel bei Giuseppe Lillo (Figuration und Harmonie) und Carlo Conti (Kontrapunkt und Komposition). Zusätzlich nahm er Privatunterricht bei Saverio Mercadante. Zwar wurde seine erste Oper, Gentile da Varano, im Februar 1856 in Turin erfolgreich aufgeführt, doch die Tantiemen reichten nicht für den Lebensunterhalt. Er unterrichtete Gesang und Komposition in Rom, widmete sich aber weiterhin mit Eifer der kompositorischen Tätigkeit. 1865 wurde Romeo e Giulietta fertig gestellt und gelangte in Triest zur Uraufführung. Seine Opern waren von subtiler Melodik und farbenprächtiger Orchestrierung geprägt, doch fehlte ihnen zumeist dramatische Spannung und eine schlüssige Handlung, sei es tragisch oder komisch. Als Komponist stand er zeitlebens im Schatten Giuseppe Verdis, später auch der aufkommenden Veristen. Obwohl er einige Erfolge erringen konnte, gerieten seine Werke im Lauf der Zeit in Vergessenheit. Sein größter Erfolg war die Oper Ruy Blas, beruhend auf der Vorlage von Victor Hugo, uraufgeführt am 3. April 1869 in Mailand. Die Oper wurde bis ins beginnende 20. Jahrhundert gespielt, ist mittlerweile jedoch ebenfalls von den Spielplänen verschwunden. Von 1881 bis 1886 war Marchetti Direktor der Accademia di Santa Cecilia in Rom, danach leitete er bis 1901 das römische Liceo Musicale. Er war Lehrer von Margarethe von Italien, er leitete auch das Hofquintett.

## Opern
| - Gentile da Varano, Februar 1856, Turin - La demente, 27. November 1856, Turin - Il paria, 1859 - Romeo e Giulietta, 25. Oktober 1865, Triest; überarbeitet 1872 und 1876 |  | - Ruy Blas, 3. April 1869, Mailand - Gustavo Wasa, 7. Februar 1875, Mailand - Don Giovanni d'Austria, 11. März 1880, Turin |